# Soru
Soru (en népalais : सोरु) est une municipalité rurale du Népal située dans le district de Mugu. Au recensement de 2011, elle comptait 12 238 habitants.
Elle regroupe les anciens comités de développement villageois de Natharpu, Bhiyi, Photu, Jima, Rara Kalai, Dhainakot et une partie de Rara.